# Santi Pirrone
Santi Pirrone (Catania, 12 luglio 1920 – Acqui Terme, 12 giugno 2006) è stato uno scacchista italiano.

## Attività scacchistica
Attivo a Catania (1930; 1935-56), Messina (25-26 maggio 1940), Agrigento (ottobre 1950-55); Acqui Terme (Alessandria) dal 1955.
Giocatore a tavolino («Aspirante Maestro», Firenze 1948), iscritto nel registro FSI dei giocatori di categoria nazionale (1950). Prese parte a due campionati italiani (Roma 1947; Firenze 1948). 
Direttore tecnico del «Circolo Scacchistico Catanese» (1947) fondato da Angelo Ardizzone.
Solutore di problemi, gare speciali (1946-50; 1957) ricostruzioni e studi. 
Socio dell'Associazione Problemistica Italiana (1958-60; 1965), divenne un fecondo problemista per l'incoraggiamento dell'amico Umberto Castellari. Partecipò a numerosi campionati di soluzione indetti da L'Italia Scacchistica con lusinghieri risultati: si classificò 3º nel 1960, 2º nel 1961 e 1962, 4ºnel 1963, 2º nel 1964, 4º nel 1965, 6º nel 1966º, 5º nel 1967. 
Giudice del 65º concorso di composizione 1964 indetto dall'API, sezione tre mosse.